# Cobitis melanoleuca melanoleuca
Cobitis melanoleuca melanoleuca is een ondersoort van de straalvinnige vissen uit de familie van de modderkruipers (Cobitidae). De wetenschappelijke naam van de soort is voor het eerst geldig gepubliceerd in 1925 door Nichols.